# جیوه سولفید
جیوه سولفید (به انگلیسی: Mercury sulfide) با فرمول شیمیایی HgS  یک ترکیب شیمیایی که از دو عنصر "گوگرد" و "جیوه" تشکیل شده است که دارای جرم مولی 232.66 g/mol می‌باشد.